# 斯特勒謝尼

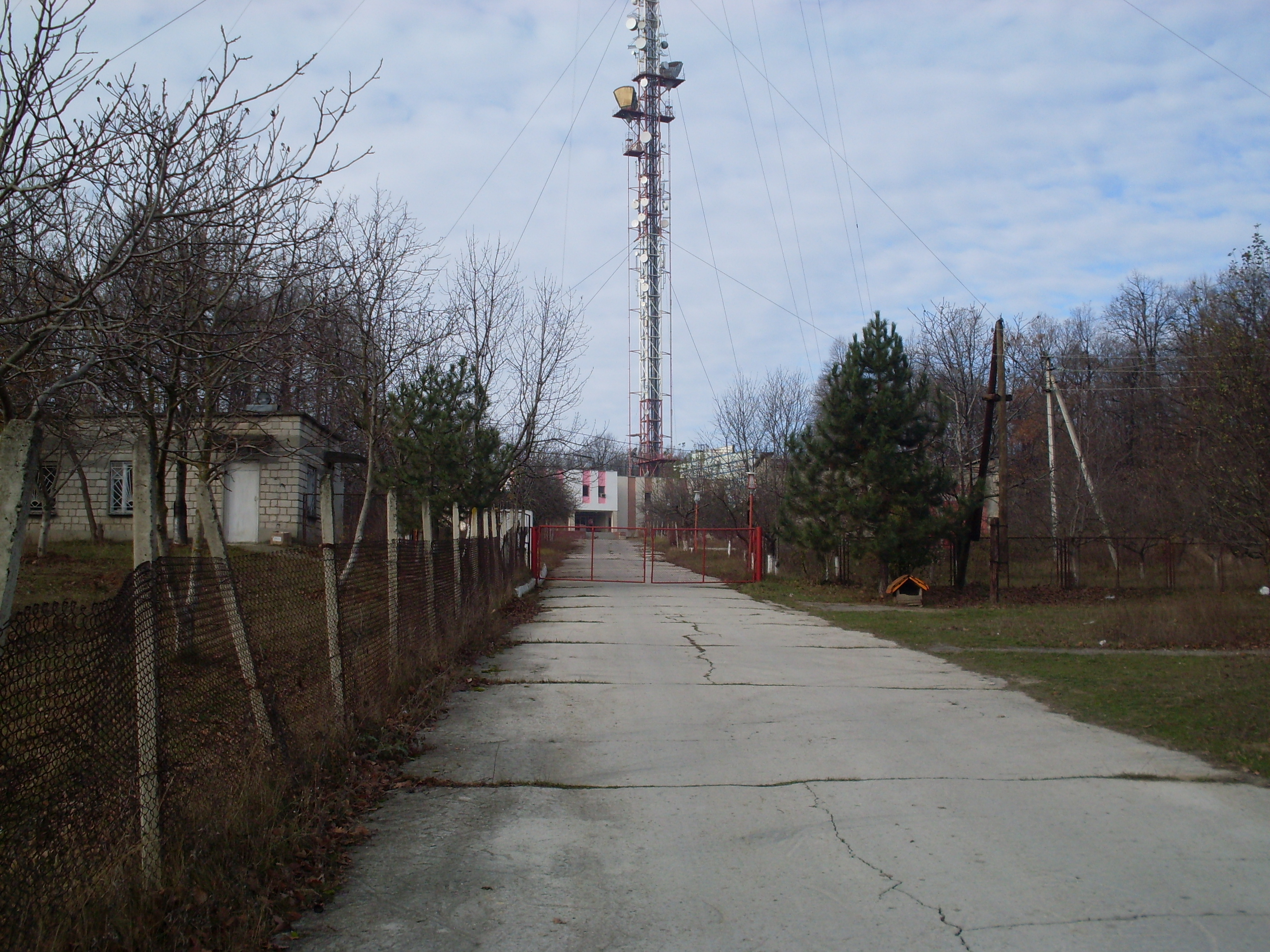

斯特勒謝尼是摩爾多瓦的城市，也是斯特勒謝尼區的首府，位於該國中部，距離首都基希涅夫23公里，始建於1512年，海拔高度236米，2010年人口21,100。